# Francisco de Orellana
Francisco de Orellana (narozen mezi lety 1490–1511? Trujillo, Španělsko – listopad 1546? v povodí Amazonky) byl španělský dobrodruh a conquistador, který v roce 1541 dal jméno řece Amazonce podle bájného národa Amazonek. Byl přítelem (a snad i příbuzným) conquistadora Francesca Pizarra. Založil město Guayaquil v Ekvádoru. Zemřel během své druhé výpravy do povodí řeky Amazonky.

## První proplutí řekou Amazonkou

První výprava (1541-1542) (interaktivní mapa)

Spolu s Franciscem Pizarrem se účastnil dobytí Peru, později se přidal na stranu Pizarrova nejmladšího bratra Gonzala Pizarra, který se v roce 1541 vypravil z Quita, aby na východě hledal bájnou zlatou zemi Eldorado. Expedice dospěla do povodí Amazonky u  řeky Napo. Na konci roku 1541 byl Orellana poslán s 57 muži pro potraviny po proudu řeky Napo na lodi kterou vystavěli. Teprve po proplutí několika set kilometrů se oddíl dostal do obydlených končin na řece Amazonce, kde postavili druhou loď. Při další plavbě si opatřovali potraviny olupováním domorodých Indiánů, s nimiž často docházelo k bojům. Za soutokem s Rio Negro se prý dostali do boje s kmenem vedeným ženami, což na něho zapůsobilo tak, že dal řece název Rio das Amazonas (řeka Amazonek). Po 172 dnech plavby, v srpnu 1542 dorazili k ústí řeky Amazonky, kde obě lodě opravili. V září pak pokračovalo podél pobřeží k ostrovu Isla de Margarita při pobřeží Venezuely, kde byla první španělská sídla.
Touto plavbou byl již krátce po objevení Jižní Ameriky poznán největší tok světadílu od pramenů až k ústí a prakticky dokázáno, že na rovníku měří šíře kontinentu několik tisíc kilometrů. Orellana rovněž zjistil, že Sladké moře objevené Vincentem Pinzónem, je ústím Amazonky. Po návratu do Španělska získal od koruny právo na kolonizaci objevených zemí.

## Druhá cesta kAmazonce

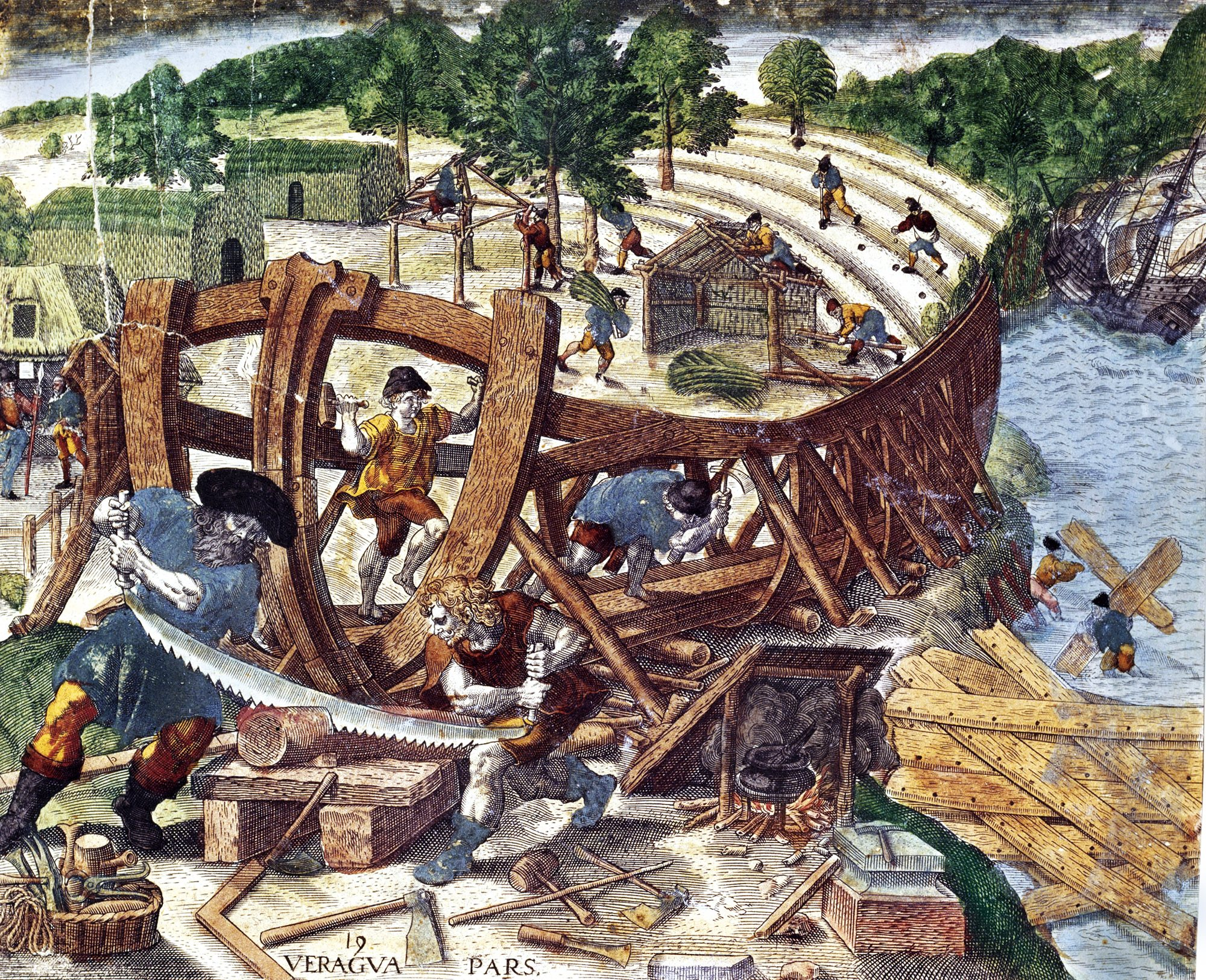
Muži z výpravy Francisca de Orellana při stavbě malé brigantiny „San Pedro“, která měla být použita pro hledání potravin.

V roce 1544 se znovu vrátil na 4 lodích k ústí řeky Amazonky, z nichž pouze 2 lodě dosáhly cíle. Pokusil se proniknout proti proudu, kde znovu hledal bájné Eldorado, avšak krátce poté zemřel, stejně jako většina jeho mužů, na malárii.[zdroj?]